# Premi David Scuola
El Premi David Scuola va ser un premi de cinema anualment atorgay prt l'Acadèmia del Cinema Italià (ACI, Accademia del Cinema Italiano) en el context dels premis David di Donatello i destinat a la millor pel·lícula votada, amb una normativa específica, per un jurat format per escolars. Des del 2004 ha estat substituït pel Premi David Jove.

## Guanyadors
Els guanyadors del premi han estat:
- David di Donatello 1997 - Il ciclone, dirigida per Leonardo Pieraccioni
- David di Donatello 1998 - La vita è bella, dirigida per Roberto Benigni
- David di Donatello 1999 - La leggenda del pianista sull'oceano, dirigida per Giuseppe Tornatore
- David di Donatello 2000 - Canone inverso - Making Love, dirigida per Ricky Tognazzi
- David di Donatello 2001 - I cento passi, dirigida per Marco Tullio Giordana
- David di Donatello 2002 - Vajont, dirigida per Renzo Martinelli
- David di Donatello 2003 - La finestra di fronte, dirigida per Ferzan Özpetek